# Margaretha Wichers
Margaretha Wichers (Den Haag, 12 augustus 1874 – Nuis, 24 september 1951) was een weldoenster in Alkmaar.

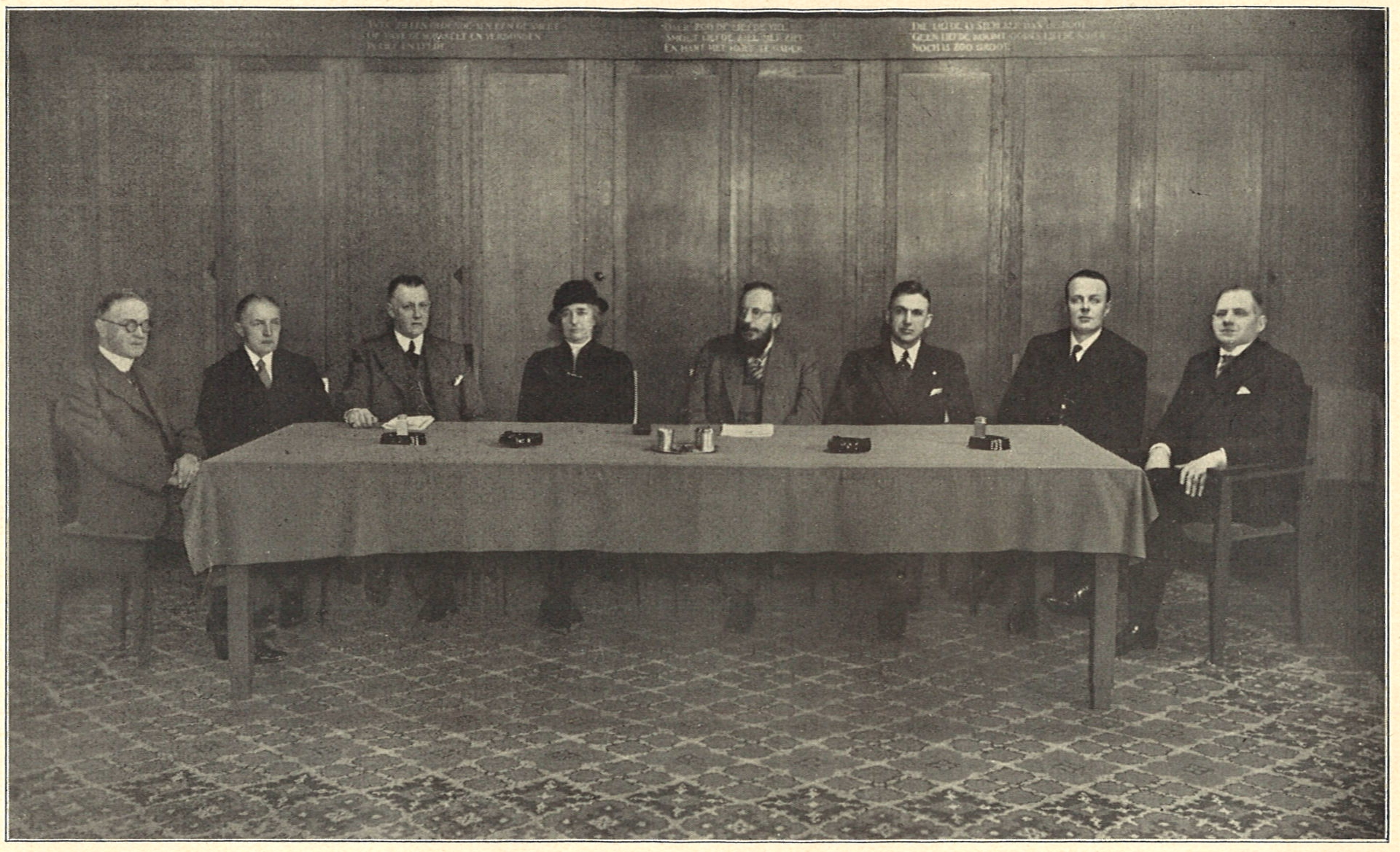
De Districts-Armenraad van Alkmaar in de jaren dertig van de 20e eeuw, met mevrouw Cohen-Stuart-Wichers te midden van de mannelijke bestuursleden.

Margaretha Wichers was de dochter van jhr. Louis Wichers en Johanna Lunsingh Tonckens. Ze trouwde in 1896 met Johannes Hanegraaff (1867-1915). Ze kregen twee zoons: Cornelis Hanegraaff (1897-1942) en Louis Hanegraaff (1907-1911). Vanaf 1908 woonde het gezin in Alkmaar. Na het overlijden van haar man in 1915, hertrouwde de weduwe in 1919 met Karel Antonie Cohen Stuart (1865-1925), die agent was van De Nederlandsche Bank en actief in het verenigingsleven en stadsbestuur van Alkmaar.
Margaretha Wichers zette na het overlijden van haar tweede man het werk ten behoeve van de armlastigen en mensen in nood voort. Zij was jarenlang bestuurslid van de Sociale Raad, bestuurslid van de Vereniging voor Gezinsverpleging, beschermvrouwe van de oratoriumvereniging, bestuurslid van de Districts-Armenraad en van het Rode Kruis. Ook was ze betrokken bij het Karenhuis, de Huishoud- en Industrieschool en de oprichting van Verstel- en kookcursussen tijdens de crisisjaren. Naast haar werkzaamheden als bestuurslid doneerde zij veel geld aan hulpbehoevenden.
Bij haar vertrek uit Alkmaar in 1947 liet Margaretha Cohen Stuart-Wichers een omvangrijke kunstcollectie na aan het Stedelijk Museum in Alkmaar. Ook eerder door Karel Antonie Cohen Stuart aan het museum in bruikleen gegeven kunstvoorwerpen horen daarbij. Het Regionaal Archief Alkmaar, destijds het Gemeentearchief Alkmaar, ontving de documentatie over de Eerste Wereldoorlog, door haar verzameld tussen 1914-1918. De collectie bestaat uit dagboeken, tijdschriften en kranten en persoonlijke documenten, onder meer van zoon Cornelis Hanegraaff, die was opgeroepen als dienstplichtige vanwege de mobilisatie.
Margaretha Cohen Stuart-Wichers woonde de laatste jaren van haar leven in Coendersborg te Nuis, Groningen, die vanaf 1911 in haar bezit was. Zij overleed daar in 1951 en werd in Alkmaar begraven.